# Виролайнен, Йоханнес
Йо́ханнес Ви́ролайнен (фин. Johannes Virolainen; 31 января 1914, Выборгская губерния, Великое княжество Финляндское — 11 декабря 2000, Лохья, Финляндия) — государственный и политический деятель Финляндии, член партии Финляндский центр.

## Биография
Родился близ Выборга, в 1938 г. окончил Хельсинкский университет, в 1951 г. получил степень доктора сельскохозяйственных наук и лесоводства. С 1932 г. — член партии Крестьянский союз (с 1965 г. ‒ Финляндский центр).
В 1942‒ 1944 гг. — начальник канцелярии «Комиссии по управлению возвращённой территорией», в 1944‒1948 гг. — заведующий отделом переселенцев министерства внутренних дел Финляндии. В 1945‒ 1954 гг. — председатель молодёжной организации партии Крестьянский союз; с 1946 (с перерывами) г. — член Центрального правления, с 1964 г. председатель партии. Депутат парламента Финляндии в 1945—1983 и 1987—1991 гг., в 1962‒1964, 1966—1968 и 1979—1982 гг. — спикер парламента.
- 1950‒1951 гг. — министр внутренних дел,
- 1953—1954, 1956—1957 и 1968—1970 гг. — министр просвещения,
- 1954—1956, 1957 и 1958 гг. — министр иностранных дел,
- 1957, 1958, 1962—1963, 1968—1970 и 1977—1979 гг. — заместитель премьер-министра,
- 1961—1962, 1962—1963 гг. — министр сельского хозяйства,
- 1972—1975 гг. — министр финансов,
- 1976—1977 и 1977—1979 гг. — министр сельского хозяйства и лесного хозяйства.

C 1962 г. — председатель финской группы Межпарламентского союза и с 1967 г. член его Совета и Исполкома.
Премьер-министр Финляндии в 1964—1966 гг., возглавлял коалиционное правительство, куда входили представители Финляндского центра, Национальной коалиции, Шведской народной партии и других. Считается одним из самых авторитетных финских политиков в послевоенный период, уступая только Урхо Кекконену.
После того как Кекконен ушел в отставку в октябре 1981 года, Виролайнен стал кандидатом в президенты от партии Финляндский центр, но потерпел поражение в президентских выборах 1982 от социал-демократического кандидата Мауно Койвисто. После ухода от активной политической деятельности иногда давал интервью на актуальные темы, написал несколько томов политических мемуаров.

## Личная жизнь
Был дважды женат. Первый брак (1939 −1981) с Каариной Виролайнен (урождённой Пяйвёля), второй брак (1981 −2000) — с Килликки Виролайнен (урождённой Салоярви).